# Проверено — мин нет
«Проверено — мин нет» (сербохорв. Provereno nema mina, Проверено, нема мина) — советско-югославский фильм 1965 года, снятый Юрием Лысенко и Здравко Велимировичем.
Фильм выпущен на DVD.

## Сюжет
Советским и югославским сапёрам предстоит предотвратить взрыв заминированных гитлеровцами перед отступлением городской канализации и плотины.

## В ролях
- Олег Анофриев — Мамалыжников, ефрейтор
- Ольга Лысенко — Ольга, сержант-радистка
- Константин Степанков — Пауль
- Бранко Плеша — Раде, лейтенант
- Никола Попович — Чича
- Миха Балох — Марко
- Бора Бегович — Стеван
- Ескендыр Умурзаков — Шакен
- Хусейн Чокич — Иве
- Мия Алексич — жених
- Леонид Тарабаринов — Демид
- Василий Фущич — лейтенант
- Елена Лицканович — девушка в парикмахерской
- Андрей Подубинский — югославский солдат

## Съёмочная группа
- Режиссёры: Юрий Лысенко, Здравко Велимирович
- Сценаристы: Предраг Голубович, Павел Загребельный, Юрий Лысенко, Александр Сацкий
- Оператор: Сергей Лисецкий
- Композитор: Душан Радич
- Художник: Влатко Гилич
- Директор картины: Борис Жолков